# Kirkerud
Kirkerud är ett område i Bærums kommun i Akershus fylke i Norge. Kirkerud är en del av området som ligger söder om Tanum kyrka. Namnet är sammansatt av kirke (sv: kyrka) och rud som betyder röjning. Områdets centrum är i dag Kirkerudbakken, en skidanläggning med tre liftar och fem backar.